# Райнхард I фон Ханау
Райнхард I (II) фон Ханау (на немски: Reinhard I (II) von Hanau; * ок. 1225; † 20 септември 1281) е прародител на господарите и графовете на Ханау (1243 – 1281); за пръв път споменат: 1243.
Той е големият син на Райнхард фон Ханау-Дорфелден (I/II/III) (* ок. 1186; † 1243) и последва в управлението вероятно през 1243 г. неговия брат, чичо си, Хайнрих II фон Ханау-Дорфелден. Той обединява цялата собственост на фамилията в една ръка.
През 1260 г. Райнхард I придружава братовчед си Вернер фон Епщайн (1225 – 1284) за неговата консекрация като архиепископ на Майнц в Рим. Той става бургман в Ашафенбург. В конфликтите за трона той е на страната на Вилхелм Холандски против Конрад IV. От 1275 до 1279 (?) Райнхард I е фогт във Ветерау и бургграф на Фридберг.
През 1255 г. той получава наследство чрез съпругата му, Аделхайд фон Мюнценберг, след смъртта на нейния брат Улрих II фон Хаген-Мюнценберг († 1255). През 1277 г. той получава наследството на Ринек.
Райнхард I е погребан в манастир Арнсбург, фамилната гробница на Дом Ханау до 15 век.

## Фамилия
Райнхард I фон Ханау се жени през 1245 г. за Аделхайд фон Мюнценберг († ок. 1291), дъщеря на Улрих I фон Хаген-Мюнценберг, сестра на Улрих II († 1255). Те имат децата:
- Улрих I (* 1255/1260; † 1305/1306), между 1281 и 1305/1306 г. господар на Ханау, jenen 1272 г. за графиня Елизабет фон Ринек († 10 април 1299/4 ноември 1303)
- Райнхард († сл. 1299), споменат между 1292 и 1301, домхер във Вюрцбург
- Аделхайд († сл. 1282), абатиса на манастир Патерсхаузен (пр. 1281)
- Изенгард († 29 септември 1282), омъжена на 11 май 1265 г. за граф Герхард II фон Вайлнау († сл. 12 октомври 1288)